# کیرتورف
شهر کیرتورف (به آلمانی: Kirtorf) در ایالت هسن در کشور آلمان واقع شده‌است.